# Bathygobius fuscus
Bathygobius fuscus là một loài cá biển thuộc chi Bathygobius trong họ Cá bống trắng. Loài này được mô tả lần đầu tiên vào năm 1830.

## Từ nguyên
Tính từ định danh fuscus trong tiếng Latinh có nghĩa là "sẫm màu", hàm ý đề cập đến màu nâu đen khi mẫu vật của loài cá này ngâm trong alcohol.

## Phân bố và môi trường sống
B. fuscus có phân bố rộng khắp khu vực Ấn Độ Dương - Thái Bình Dương, từ Biển Đỏ dọc theo Đông Phi trải dài về phía đông đến đảo Wake, quần đảo Line và quần đảo Gambier, ngược lên phía bắc đến Nam Nhật Bản và Hàn Quốc, phía nam đến Nam Phi và Úc (gồm cả đảo Norfolk). Ở Việt Nam, B. fuscus được ghi nhận tại quần đảo Cát Bà và vịnh Nha Trang.
B. fuscus xuất hiện chủ yếu ở các vùng biển ven bờ, ưa môi trường sống có cát và đá vụn với san hô mềm, tuy nhiên cũng có thể tìm thấy chúng ở cửa sông, và đôi khi tiến vào cả các dòng nước ngọt.

## Mô tả
Chiều dài lớn nhất được ghi nhận ở B. fuscus là 12 cm. Thân màu nâu vàng với các vệt đốm nâu sẫm khắp cơ thể. Mỗi vảy có một chấm màu xanh lam nhạt, tạo thành hàng trên thân. Vây lưng và vây đuôi cũng có những chấm xanh. Dải vàng ở rìa vây lưng.
Số gai ở vây lưng: 7; Số tia ở vây lưng: 9; Số gai ở vây hậu môn: 1; Số tia ở vây hậu môn: 8.

## Sinh thái
Thức ăn của B. fuscus là động vật giáp xác, cá nhỏ hơn và tảo.
Ở các loài cá, việc lẻn thụ tinh với trứng của con cái là chiến thuật sinh sản phổ biến nhất của những con đực là "người thứ ba". Một nghiên cứu cho thấy, những cá thể B. fuscus đực là "người thứ ba" có nồng độ tinh trùng cao hơn trong tinh hoàn và sống lâu hơn so với tinh trùng của những cá thể đực "chủ nhà", mặc dù không phát hiện thấy sự khác biệt nào về kích thước tinh trùng. Điểm độc đáo của B. fuscus là cá đực đều tích tụ chất nhầy chứa tinh trùng lên tổ, từ đó tinh trùng trôi theo trong nước. Những đặc điểm này của những con đực lén lút góp phần nâng cao khả năng thụ tinh thành công của chúng.

## Thương mại
B. fuscus không có giá trị thủy sản ở một số nơi (như Ấn Độ), nhưng đôi khi cũng được bán tươi ở các chợ cá (ở Campuchia).
Ở Việt Nam, B. fuscus đã được nuôi thành công.